# Klucz 2
Klucz 2, oznaczający „kreskę pionową” – jeden z sześciu kluczy Kangxi składających się z jednej kreski.
W słowniku Kangxi pod tym kluczem umieszczono 21 znaków.
Klucz 2 jest jedną z ośmiu podstawowych kresek znaku 永, który stanowi podstawę nauki kaligrafii chińskiej.

## Znaki zawierające klucz 2
| Kreski                 | Znak           |
| ---------------------- | -------------- |
| bez dodatkowych kresek | 丨             |
| 1 dodatkowa kreska     | 丩             |
| 2 dodatkowe kreski     | 个 丫          |
| 3 dodatkowe kreski     | 中 丮 丯 丰 书 |
| 4 dodatkowe kreski     | 丱             |
| 6 dodatkowych kresek   | 串             |
| 7 dodatkowych kresek   | 丳             |
| 8 dodatkowych kresek   | 临             |
| 9 dodatkowych kresek   | 丵             |